# Lester Williams
Lester Williams (1920-1990) est un guitariste et chanteur de rhythm and blues américain, né à Groveton, au Texas et décédé à Houston dans ce même État.

## Carrière
Lester Williams est un guitariste dans la lignée du blues texan électrique de T-Bone Walker. À partir de 1951, il enregistre avec sa formation pour les labels Macy's Recordings puis Specialty Records. Ses titres les plus connus sont Winter Blues, Lost Gal, I Can't Lose with the Stuff I Use. La musique en est influencée par le jump blues, mais avec une présence affirmée de la guitare électrique.
Après les années 1950, sa carrière discographique prend fin mais il continue à jouer dans les clubs de Houston.

## Discographie

### Singles
- Winter Blues, Macy's
- Hey Jack, Macy's
- Lost Gal, Specialty
- I Can't Lose with the Stuff I Use, Specialty

### Compilations
- I Can't Lose with the Stuff I Use, 1993, Specialty
- Texas Troubadour, 1995, Ace Records